# Yves Gentet
Yves Gentet (né en 1965) est un ingénieur et artiste français, connu pour l'invention d'un procédé de création d'hologrammes en couleur,, Ultimate et d'une imprimante 3D holographique Chimera.

## Biographie
Ingénieur en physique des lasers diplômé de ENSSAT, Yves Gentet a d'abord travaillé sur des systèmes de visée holographiques des avions de chasse Rafale de Dassault.
En 1993 il invente l'Holomaton, un appareil de prise de vue mobile avec lequel il enregistre des portraits holographiques et des objets dans les musées, dont l'Hercule de bronze du Muséum d'Aquitaine. Sa grande portabilité est vérifiée sur l'île de Saint-Barthélemy en 1997, où sont enregistrés des portraits de personnes et d'animaux vivants de l'île dont un iguane. Les œuvres sont ensuite exposées à Gustavia en nocturne sur le port. En 1995, son exposition "Le Palais des Hologrammes" durant la Foire Internationale Bordeaux qui présente son travail artistique sur 400 m² reçoit 200 000 visiteurs et le fait connaitre. Depuis ses hologrammes sont exposés régulièrement en France et à l'étranger.
À compter de 1995, il développe un nouveau procédé, nommé Ultimate, qui permet d'enregistrer des hologrammes en couleurs grâce à trois lasers (rouge, bleu et vert) au lieu du procédé traditionnel, qui utilise uniquement un laser rouge. L'originalité de cette technique réside dans la mise au point d'une émulsion à grains d'argent dans une gélatine, qui est capable d'enregistrer bien plus d'informations que les techniques normales, grâce à un diamètre de grain bien inférieur (le grain d'argent possède un diamètre de l'ordre du nanomètre) aux grains habituels. Il remporte pour Ultimate un prix d'innovation à Périgueux en 1997 puis deux Awards internationaux en 2001 (IHMA Excellence in Holography Awards), qui lancent mondialement la commercialisation du matériau. Ces plaques sont utilisées par de nombreuses sociétés, universités ou artistes à travers le monde, et en particulier dans la Station spatiale Internationale en 2019 durant 9 mois ou pour le Très Grand Télescope du Chili en 2020.
En 2000, il a également mis au point un matériau d'enregistrement d'hologrammes pour les amateurs, écoles ou universités, très simple d'emploi et sans produit toxique. En 2020 le lycée Jacques Cartier remporte le premier prix national aux Olympiades de Physique en utilisant ces plaques.
En 2009, il invente le premier appareil mobile permettant des prises de vues in situ d'hologrammes en couleurs,. Il enregistre des hologrammes de boites de papillons rares chez des collectionneurs, hologrammes reconnus comme exceptionnels mondialement et présentés au MIT Museum et d'autres musées de l'Optique dans le monde.
En 2015, il reçoit la médaille de Denisyuk de l'Académie d’Optique russe, pour l’ensemble de son travail sur l’holographie en couleurs.
En 2018, Il invente "CHIMERA",, une imprimante 3D holographique couleur révolutionnaire utilisant ses plaques Ultimate, des lasers continus de basse puissance, un système opto-mécanique qui s'affranchit des problèmes de vibration et un logiciel de calcul, tous deux de son design. Cette machine est capable de générer des hologrammes digitaux avec une qualité inégalée en termes de résolution d'image, champ de vision et saturation des couleurs.
En 2020 il remporte deux Awards internationaux pour CHIMERA      (IHMA Excellence in Holography Awards),
Il finance lui-même ses travaux d'inventeur en vendant des créations holographiques artistiques ou techniques à des particuliers ou à des sociétés.

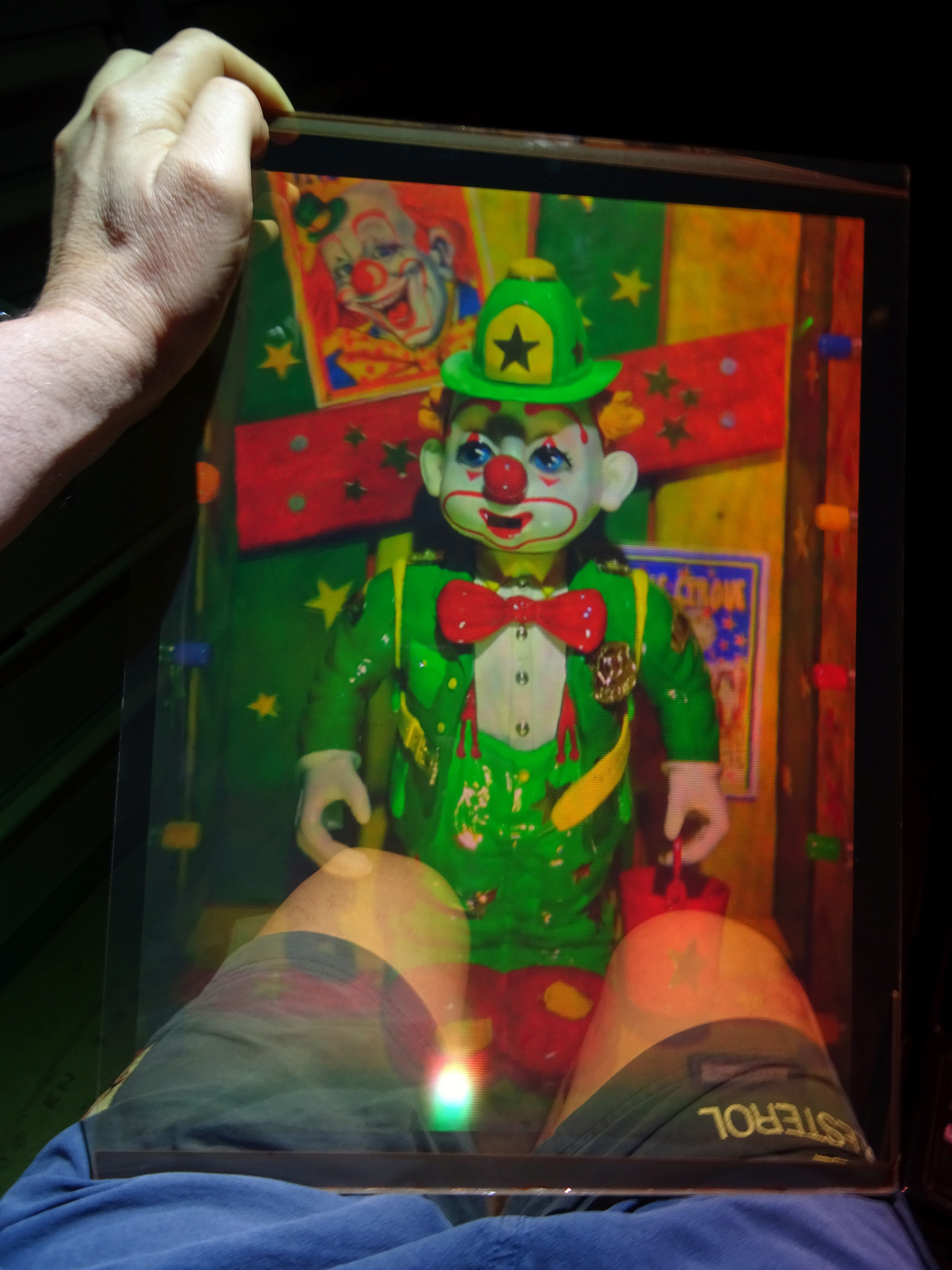
Impression holographique d'un scan 3D selon le procédé CHIMERA sur plaque ULTIMATE
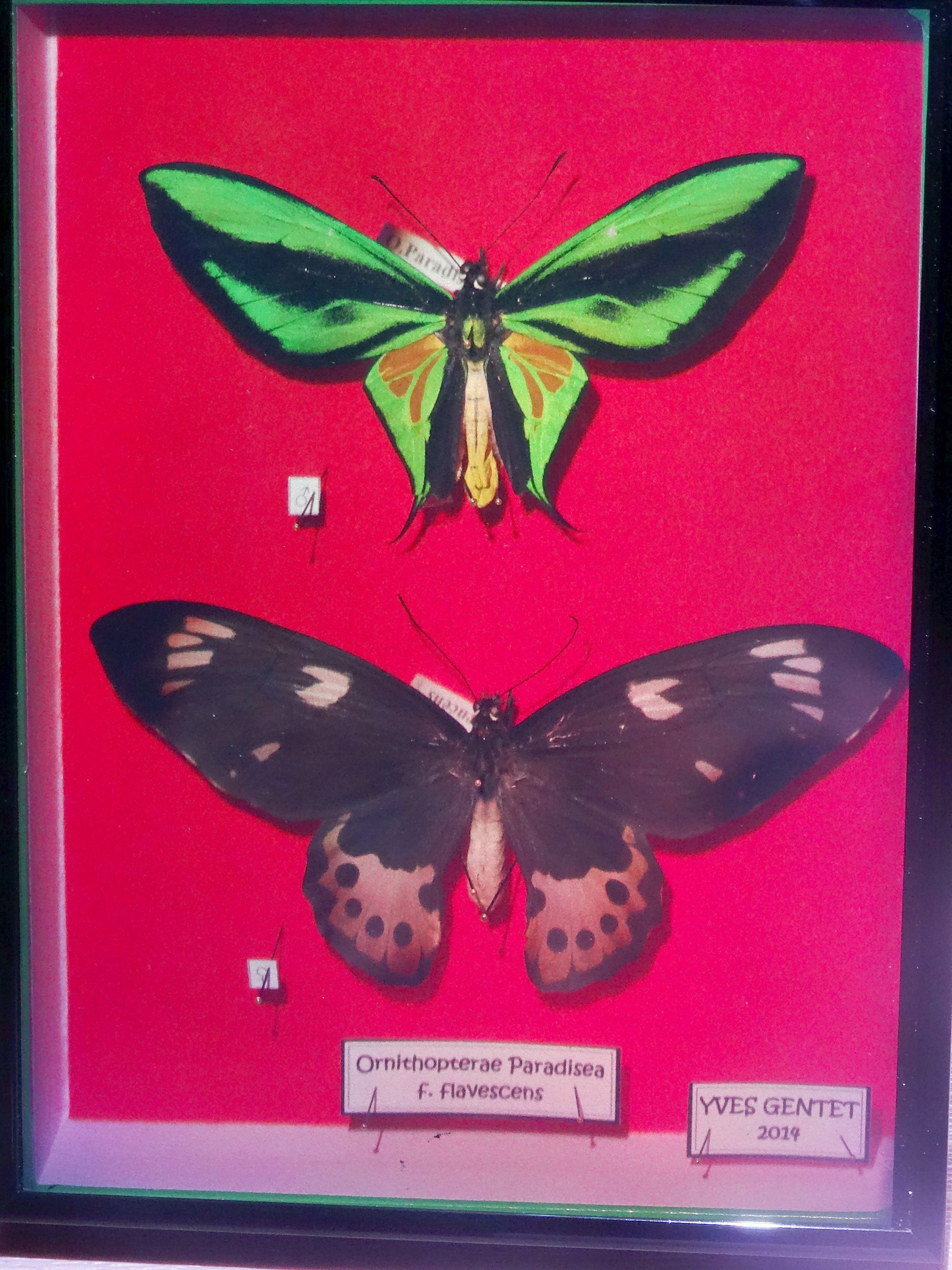
Hologramme de papillons d'Yves Gentet
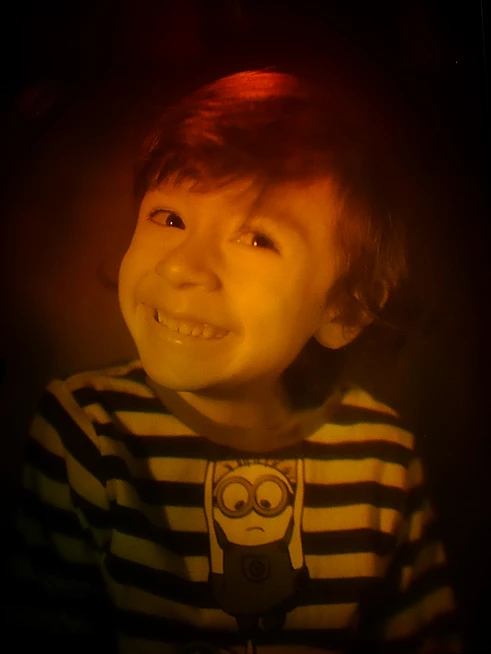
Marc, portrait enregistré à l'Holomaton par Yves Gentet
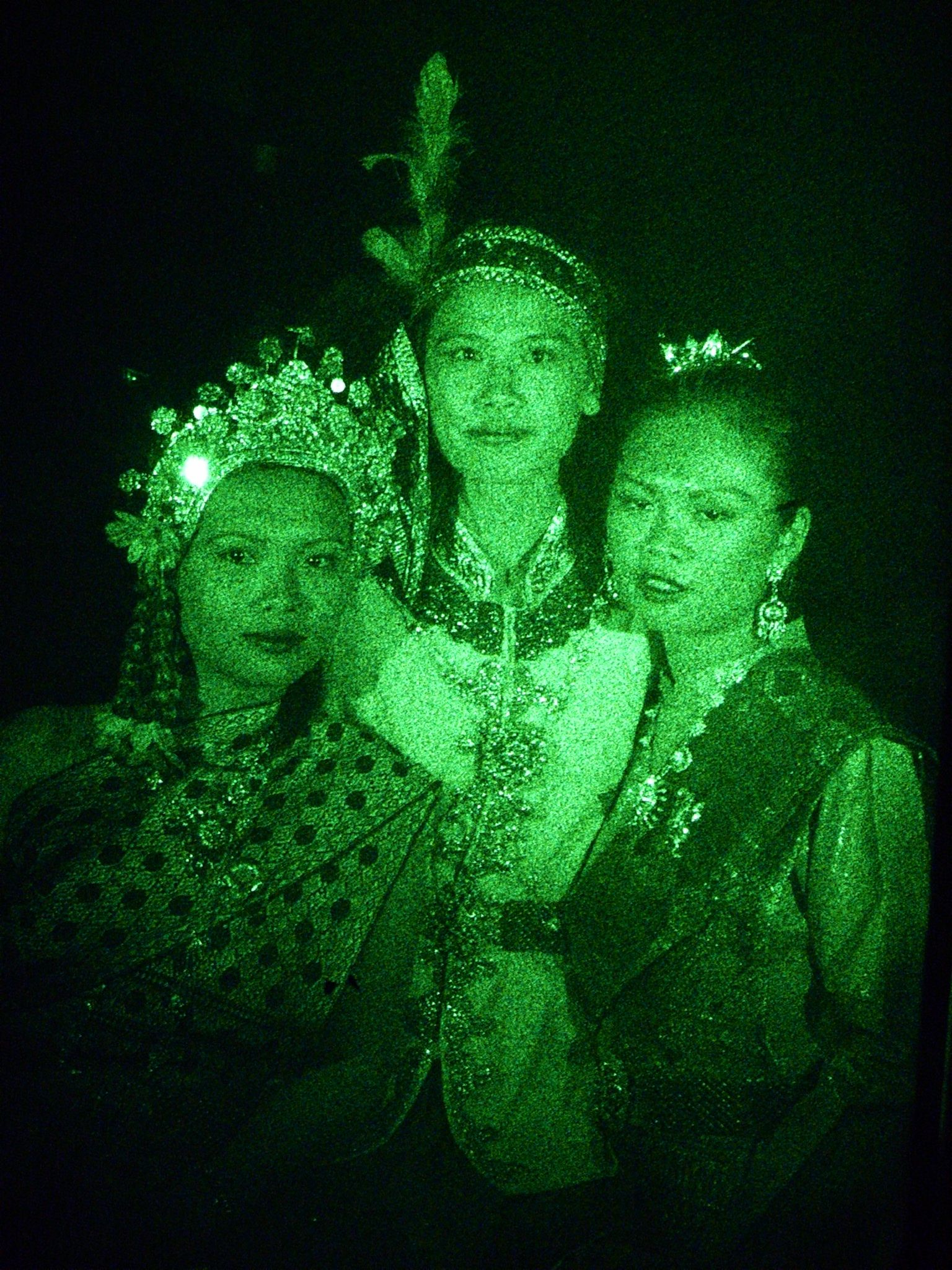
Portrait holographique réalisé avec l'Holomaton. "Les 3 sœurs laotiennes" par Yves Gentet
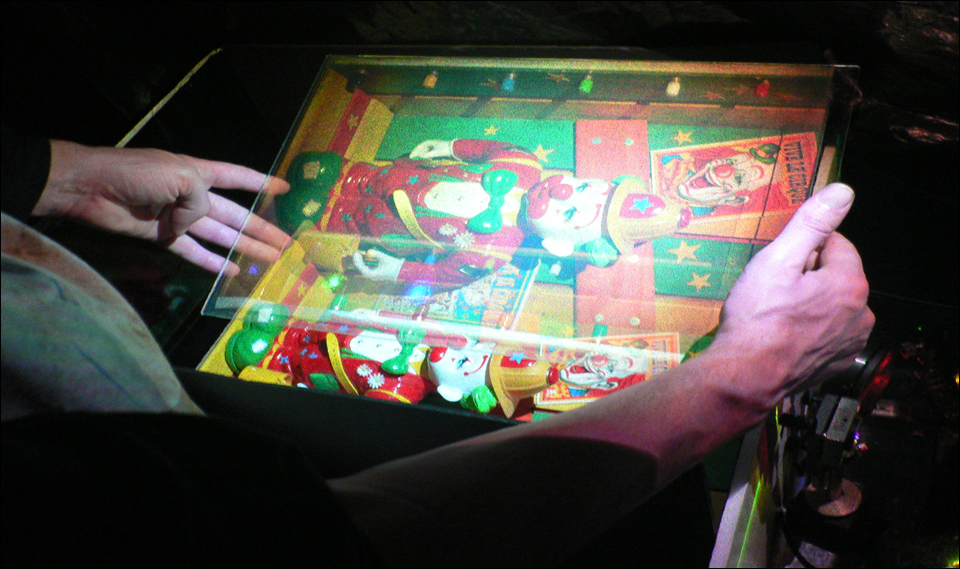
Hologramme direct sur plaque ULTIMATE d'un objet réel.